# Paweł Kowalski
Paweł Kowalski, né le 6 juillet 1965 à Łódź, est un pianiste polonais.

## Biographie

### Formation
Il fait ses études à la Hochschule für Musik "Rheinland" à Cologne, à l'Académie de musique Frédéric-Chopin à Varsovie, où il reçoit un diplôme avec mention, et enfin à la Vancouver Academy of Music (en) avec une bourse Witold Lutosławski.

### Activité artistique
Paweł Kowalski est un pianiste polonais polyvalent. Il a un large répertoire, comportant des morceaux pour piano et orchestre de Mozart et Chopin, Brahms, Panufnik, Kilar et Górecki. Il interprète des récitals, de la musique de chambre, de la musique de film et du jazz.
Il est l'interprète, après Krystian Zimerman, du Concerto pour piano de Witold Lutosławski, qu'il a présenté le 13 avril 1989 à Varsovie, sous la direction du compositeur.
Il se produit en Europe, aux États-Unis, au Canada et en Amérique du Sud, entre autres dans les lieux suivants : salle Pleyel, Schauspielhaus à Berlin, Conservatoire royal de Bruxelles, RadioKulturhaus (de) à Vienne, Tonhalle à Zurich, la salle de concert d'Estonie à Tallinn et festivals : la BBC à Londres, Europalia, Klavier-Festival Ruhr (en), Carinthischer Sommer, Concentus Moraviae (en), Musikfestwochen Meiringen, Musikwoche Braunwald, Bachtage Potsdam, lors de festivals Chopin à Duszniki, Antonin, Mariánské Lázně et Gaming, le Festival d'automne de Varsovie (en), le festival de Łańcut (pl), Kwartet Śląski i Jego Goście, le festival Mozart à Varsovie, etc.
Il donne des concerts avec le Sinfonia Varsovia sous la direction de Yehudi Menuhin, à l'occasion du dixième anniversaire de l'orchestre (1994). Il joue avec des orchestres de radio à Berlin, Oslo, Zagreb, ainsi qu'avec de nombreux orchestres philharmoniques en Europe. Il réalise des enregistrements pour une douzaine de stations de radio, des disques compacts avec des œuvres de Beethoven, Brahms, Chopin et Zarębski.
En 2004, il est le soliste du Concerto pour piano de Wojciech Kilar avec l'Orchestre symphonique national de la radio polonaise dans le cadre du projet « Un train pour la musique de Kilar ». À l'occasion de l'élargissement de l'Union européenne, Paweł Kowalski est sélectionné par l'hebdomadaire français Courrier international comme l'une des quatre personnalités les plus intéressantes de Pologne.
En 2005, il est membre du jury du Concours international de piano Johann-Nepomuk-Hummel à Bratislava.
Dans les années 2005-2008, il donne des concerts avec, entre autres, l'Orquesta Sinfónica de Chile (es) à Santiago, l'Orchestre symphonique national de la radio polonaise, l'Orchestre de la radio polonaise. Il joue aussi à la Philharmonie nationale de Varsovie, au Tonhalle de Zurich, au Dorado Salon de Buenos Aires.